# BvS10
Le  BvS10 Mk II (Bandvagn Skyddad 10), dérivé du Bandvagn 206, désigné véhicule à haute mobilité (VHM) est un véhicule tout-terrain à usage militaire. Il s'agit d'un véhicule chenillé, blindé, articulé, amphibie et aéroportable de treize tonnes conçu et réalisé par la société suédoise BAE Systems AB, anciennement Hägglunds AB, filiale du groupe britannique BAE Systems, qui l’a également vendu à l'Armée française, au Royaume-Uni, aux Pays-Bas, à la Suède, à l'Allemagne, à l'Autriche et à l'United States Army.

## Historique
Les Forces armées suédoises disposent de 153 BvS10 en 2022, en ont commandé 127 supplémentaires en 2021 ; puis ont fait un achat groupé en décembre 2022, de 236 autres exemplaires, avec le Royaume-Uni — qui en disposait de 99 pour les Royal Marines — qui en commandent 40 supplémentaires, et enfin l'Allemagne — dont c'est le premier achat — qui en achète 140 dans le cadre de ce dernier contrat.
L'United States Army a commandé le 22 aout 2022 110 exemplaires du Beowulf, qui est la version non blindée du BvS10 et nommée Cold Weather All-Terrain Vehicles (CATV) présentée en 2015, pour 278 millions de dollars. Les cinq premiers de série sont livrés à la 11e division aéroportée américaine à Fort Wainwright, en Alaska, en 2023. Le 20 décembre 2024, un contrat de 68 millions de dollars pour 44 CATV est annoncé.

## Configuration

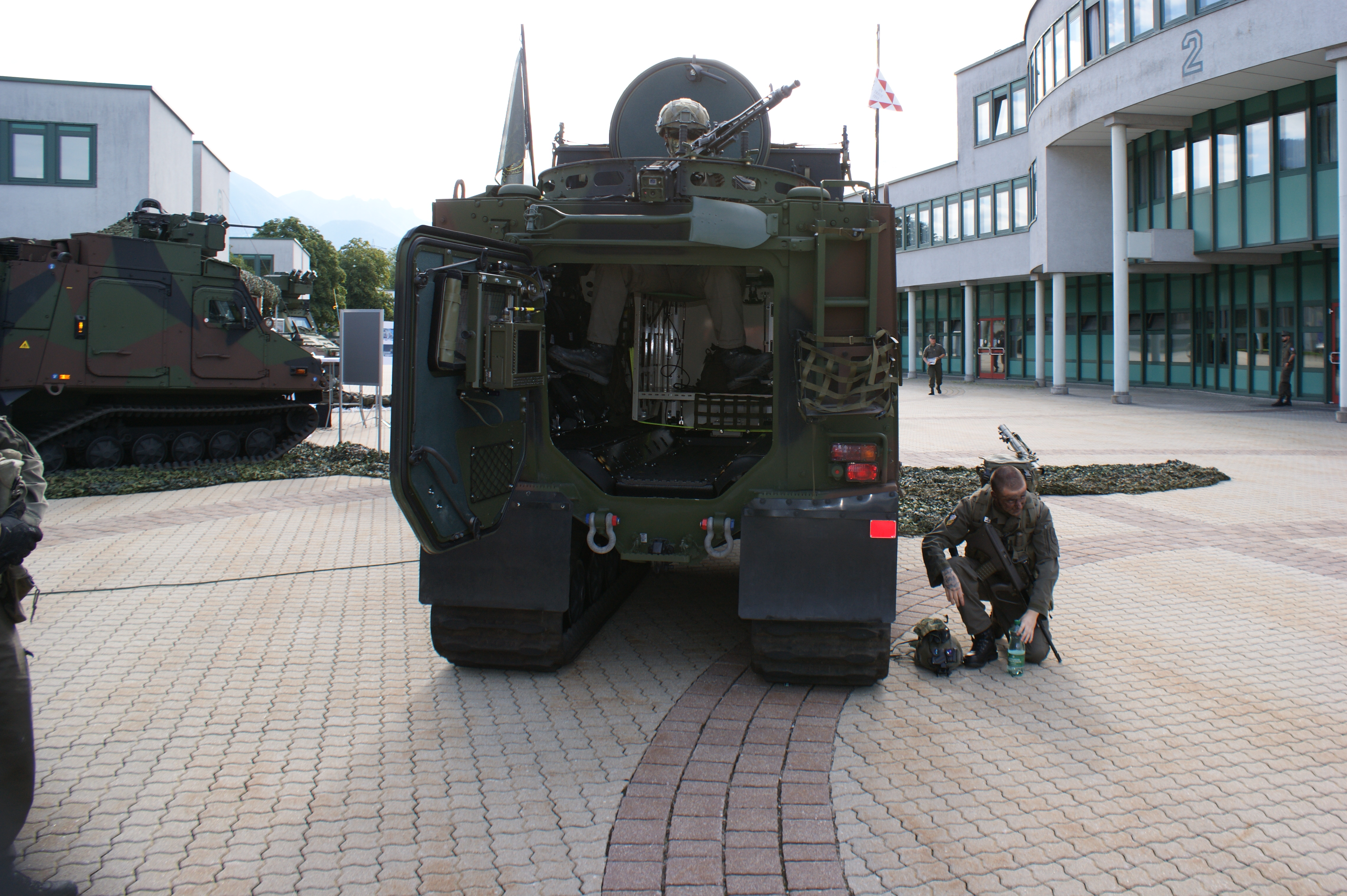
Vue arrière et intérieur d'un BvS 10 de l'armée autrichienne.

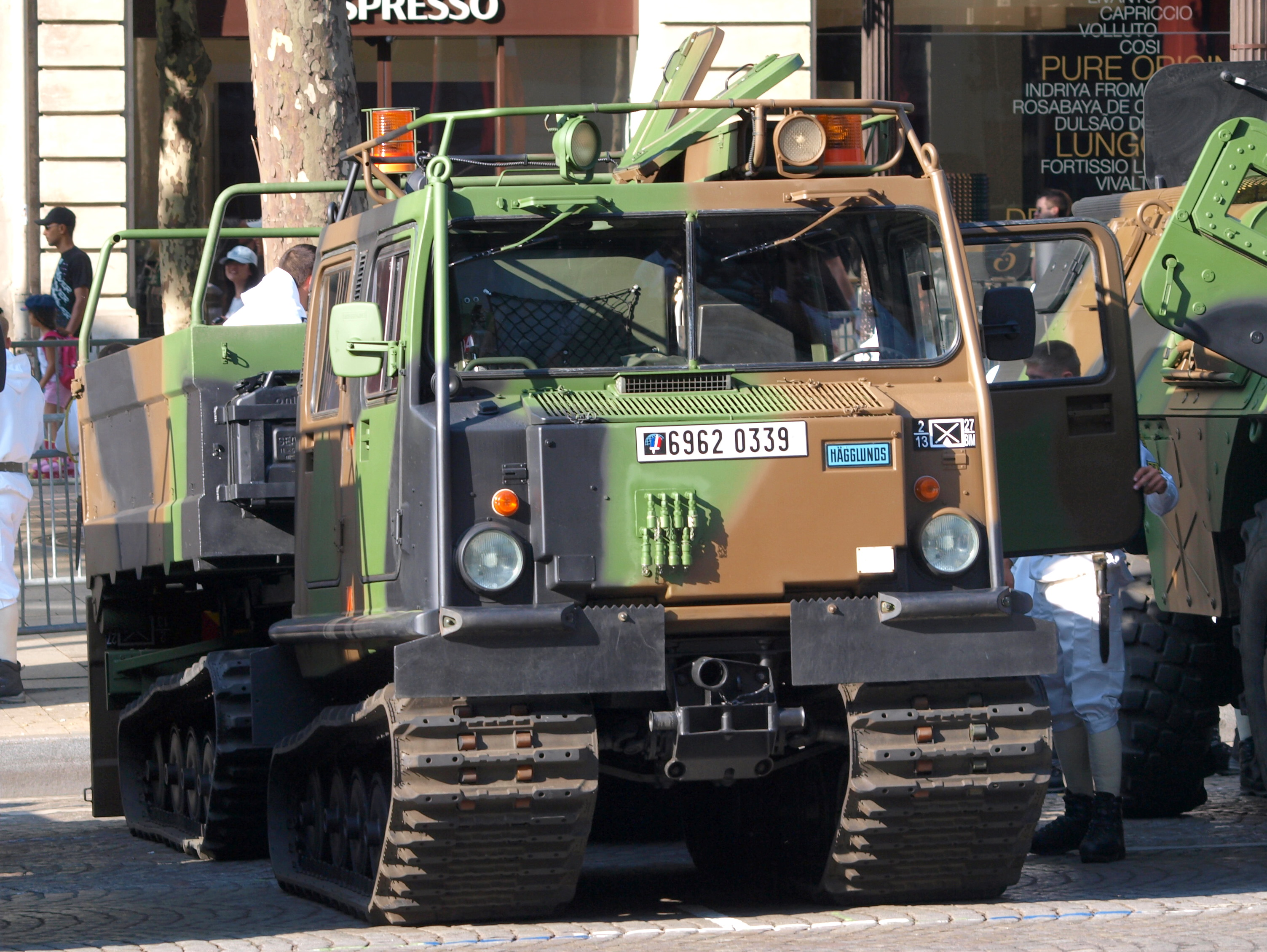
VAC du 13e bataillon de chasseurs alpins en 2010.

Le véhicule a une longueur totale de bout en bout de 8 m, une largeur de 2,2 m et une hauteur de 2,5 m. Il est équipé d'un moteur Steyr M1.
La masse brute du véhicule est d'environ 15,5 t. Le véhicule tout-terrain comporte deux compartiments. L'un ou l'autre de ces compartiments peut être utilisé pour transporter la cargaison et le personnel selon les exigences de la mission. Le véhicule peut transporter jusqu'à 14 personnes, ou, pour l'armée française un conducteur et 11 combattants "félinisés" avec leur armement individuel et collectif et leurs équipements.
Sa conception modulaire permet à la plateforme d'être configurée pour répondre aux exigences de différentes missions, notamment les opérations de secours en cas de catastrophe et humanitaires, la recherche et le sauvetage, le soutien logistique et la lutte contre les incendies. La voiture avant a une capacité de charge d'environ 3 t, et peut transporter jusqu'à quatre personnes dans la cabine, tandis que la section arrière a une capacité de charge de 5 t.
Ce véhicule peut se déplacer sur neige, sur glace, sur terrain meuble (sable) ou humide (marais), ce qui fait qu'il est particulièrement adapté à des environnements extrêmes (polaire, désert, zones marécageuses, montagne).
Il est amphibie, ce qui lui permet une continuité totale de déplacement (par exemple franchissement d'un marécage ou gué et retour sur la terre ferme).
Il est équipé d'un treuil.

## Variantes
Royaume-Uni : Le véhicule est nommé BvS10 All-Terrain Vehicle (Protected) (ATV (P)) "Viking" au sein de la Royal Navy. Le véhicule peut être équipé d'une mitrailleuse L7A2 GPMG de calibre 7,62 mm ou d'une mitrailleuse L1A1 de 12,7 mm, à gauche et à droite du pare-brise du véhicule de tête se situent quatre pots de grenades fumigènes L8. Les véhicules britanniques sont équipés des radios Bowman.
- BvS10 Troop Carrier Vehicle (TCV)[5]
  - BvS10 Troop Carrier Vehicle Anti-Tank (TCV AT), ce sont des TCV ayant un rack de stockage à munitions dans le véhicule de queue pour les missiles antichars JAVELIN (LFAT- GW)[5]
- BvS10 Command Vehicle (CV)[5]
- BvS10 Repair and Recovery Vehicle (RRV)[5]

 France : Le véhicule est nommé Véhicule à Haute Mobilité (VHM) au sein de l'armée de Terre
 Autriche : Le BvS10 Mk IIB AUT est nommé BwS10 "BEOWULF" au sein de la Bundesheer.
Le BEOWULF possède des caméras panoramiques qui lui offrent un champ de vision à 360 degrés, d'un tourelleau téléopéré WS4 Panther de la société ESL Advanced Information équipée d'une M2 Browning, d'une amélioration de la protection contre les mines et du système de gestion du champ de bataille (BMS) Combat NG,.

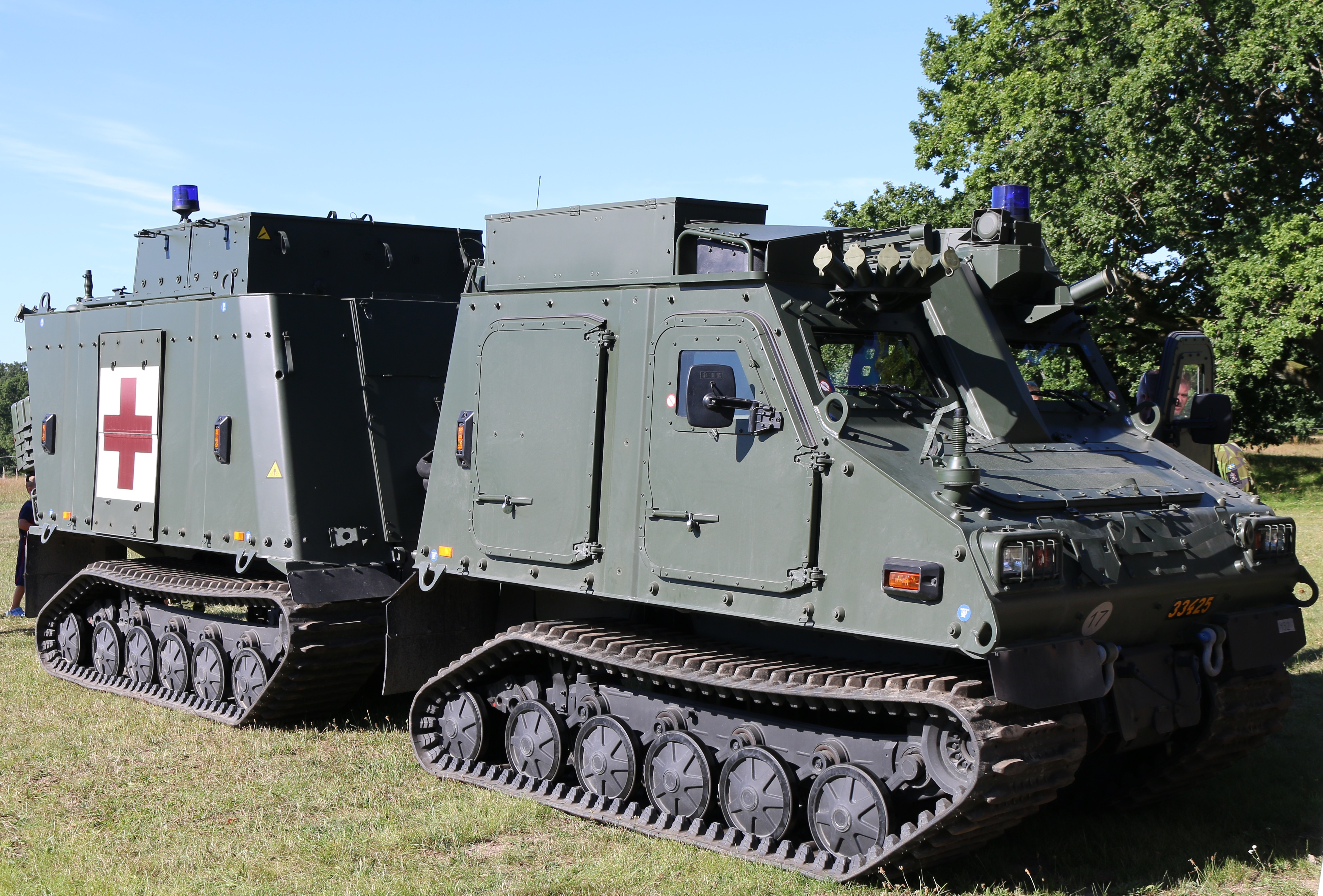
BvS10 suédois en version ambulance

 Pays-Bas  Suède :  Les Pays-Bas utilisent actuellement le BvS10 Ambulances et la Suède a commandé des BvS10 dont des versions Ambulance,.

## Utilisateurs

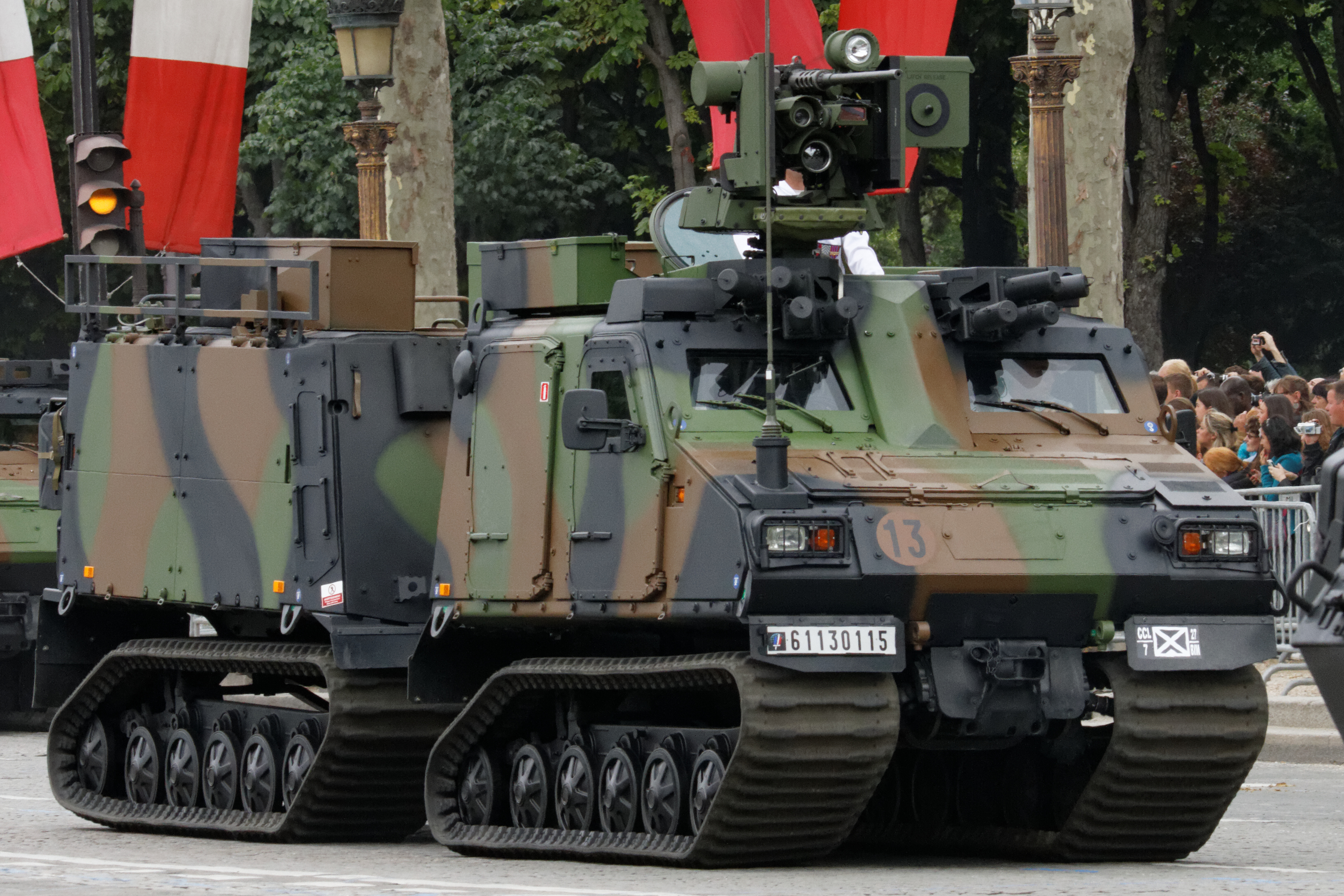
VHM du 7e bataillon de chasseurs alpins, Champs-Élysées, 14 juillet 2014.

### France
Envisagée en 2008, la première commande portant sur 53 unités a lieu en décembre 2009 avec une livraison en unités après expérimentations entre fin 2011 et fin 2012,. Lors de l’annonce du contrat, on annonce un total de 129 engins. Le prix unitaire est de 1,7 million d'euros et le coût total du contrat est de 220 millions d'euros, le soutien inclus.
Au 1er juillet 2017, l'armée française dispose de 53 VHM.

### Autriche

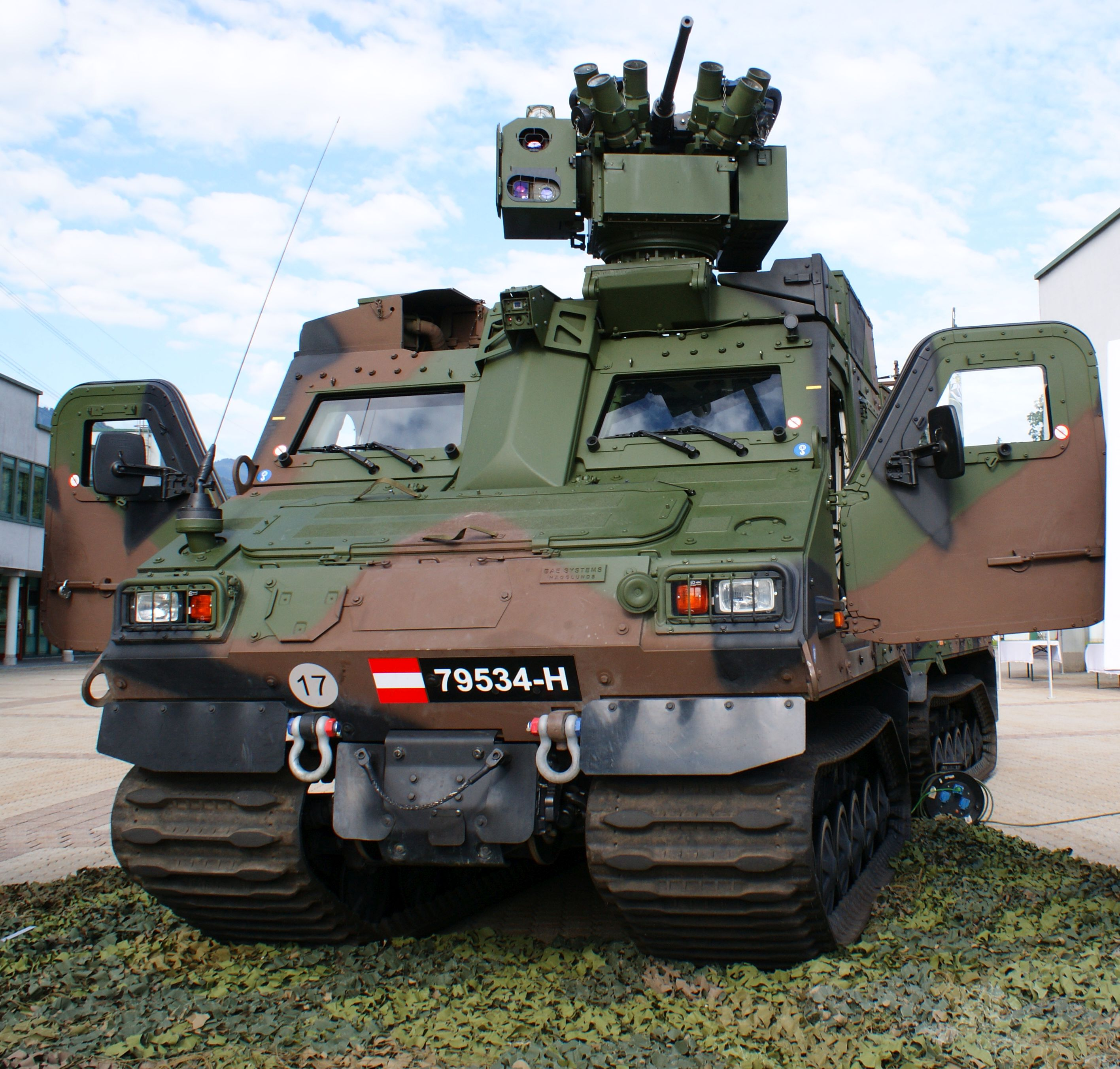
BwS10 "BEOWULF" durant sa présentation à la Bundesheer dans la caserne de Walgau en 2020.

En 2016, la Bundesheer avait commandé 32 BvS10 pour un montant de 85 millions d'euros comprenant les équipements et les services associés, dont 32 millions d'euros sont alloués pour les véhicules,.
En juin 2018, BAe Systems a livré les premiers BvS10. Un second lot de quatre véhicules fut livré en février 2019, qui étaient les premiers de l'année.
Deux cérémonies de remise ont eu lieu les 21 et 22 février dans l'État autrichien du Tyrol et dans la ville de Salzbourg, en présence du ministre autrichien de la Défense, Mario Kunasek, de représentants du gouvernement suédois et de BAe Systems Hägglunds .
Le premier lot de 2019 est utilisé par le Jägerbataillon 24 qui est un bataillon de la 6. Gebirgsbrigade, qui joue un rôle de premier plan dans l'initiative d'entraînement à la guerre en montagne de l'Union européenne (EU MTI) et par le Pionierbataillon 2,.

### Pays-Bas

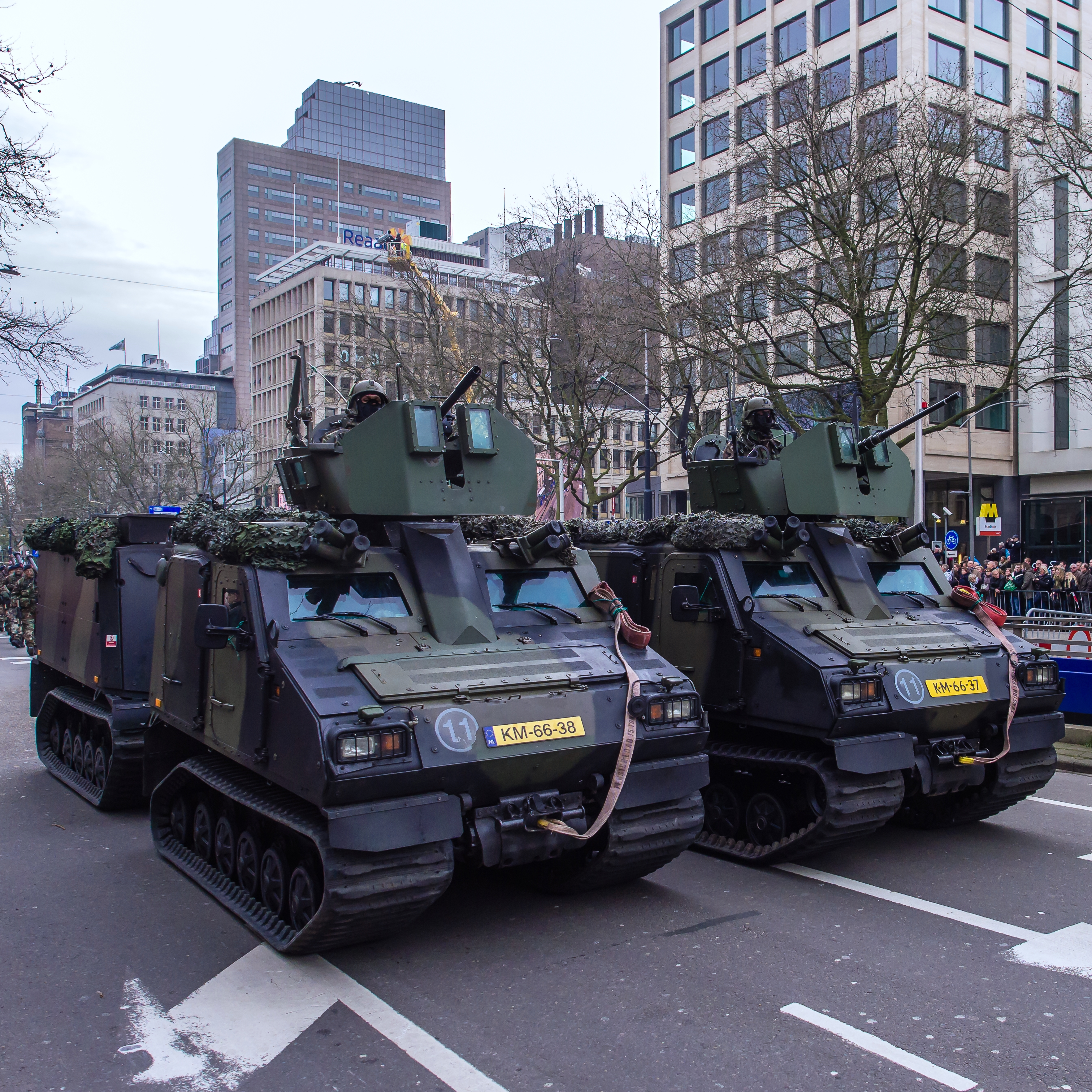
BvS10 durant le défilé du 350e anniversaire des Korps Mariniers, 12 décembre 2015 à Rotterdam

Le Korps Mariniers forment, avec la 3 Commando Brigade, la Force de débarquement Royaume-Uni/Pays-Bas. La UK/NL LF est une formation de la taille d'une brigade capable de mener des opérations amphibies. Le 1er juin 2005 le ministère de la Défense a commandé 74 BvS10.
Les 74 véhicules sont répartis en 46 BvS10 TCV, 20 BvS10 CV, 4 BvS10 RRV et 4 BvS10 Ambulances. En janvier 2006, huit mois seulement après la commande, le premier véhicule a été remis au Korps Mariniers. La livraison du dernier véhicule est prévue pour avril 2007.

### Royaume-Uni
En 1999, le Royaume-Uni à décidé d'acheter des BvS10. Le contrat fut signé pour 108 véhicules, le contrat prévoyait également la livraison de véhicules prototypes ainsi que la modification des véhicules pour les adapter aux exigences britanniques. En juillet 2001, deux prototypes ont été remis aux Royal Marines au Royal Marines Barracks Chivenor. Au cours des douze mois suivants, ces véhicules ont fait l'objet d'un programme d'essai intensif. Pendant les essais des troupes, les véhicules ont participé à l'exercice "Saif Sareeea II" à Oman à l'automne 2001.

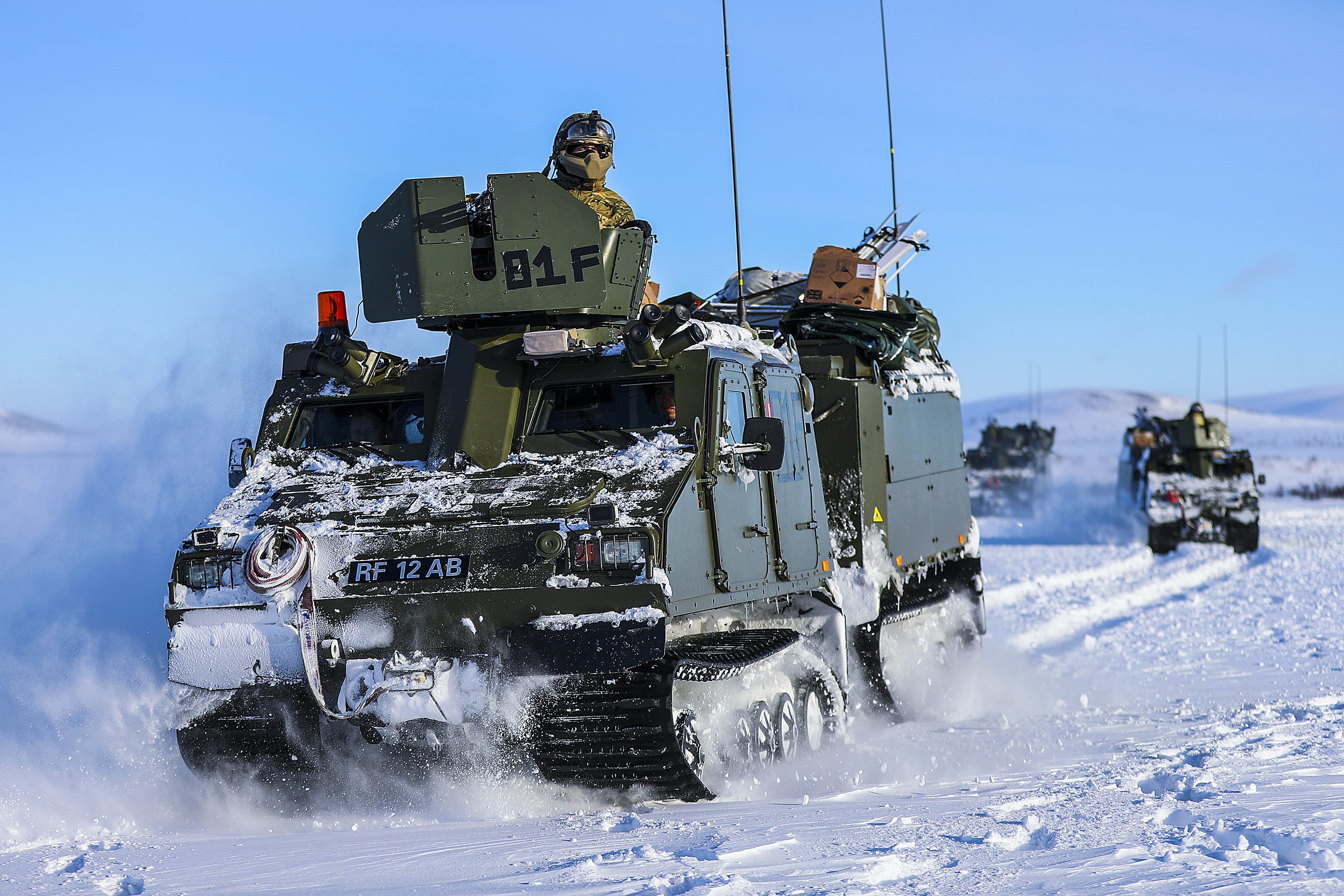
BvS10 des Royal Marines durant l'Exercise Joint Viking 2017.

Au cours de cet exercice, les véhicules ont dû faire leurs preuves dans le climat chaud et sec du désert omanais. Des essais sous climat arctique ont été menés dans le nord de la Norvège. Au cours de ces essais, les véhicules ont satisfait à la quasi-totalité des normes fixées et se sont même révélés plus performants dans certains cas. Avec la fin réussie des essais de troupes, la production en série a commencé.
Le premier juillet 2003, le premier BvS10 a été officiellement remis aux Royal Marines, le dernier a été livré en 2005. Certaines des coques blindées des BvS10 "Viking" britanniques ont été fabriquées dans l'usine de production de BAE Systems Land Systems Telford, en Angleterre.
Chacun des trois bataillons d'infanterie de la 3 Commando Brigade est équipé de 24 BvS10 TCV, 6 BvS10 CV et 1 BvS10 RRV.

### Ukraine
En 2022, les Pays-Bas transfèrent à l'Ukraine 64 BvS10 et 20 supplémentaires en 2023,,,,. En décembre 2023 le ministère de la Défense britannique annonce sur Twitter le transfert de 20 BvS10,,. Tous les BvS 10 sont actuellement en service dans la 38 окрема бригада морської піхоти (38ème Brigade de Marines).

## Engagements
Le véhicule à haute mobilité a été engagé en opération extérieure par l'armée de terre française. Ainsi, le premier déploiement de ce nouveau matériel dans la bande sahélo-saharienne, au Mali, a débuté en juin 2019, permettant aux soldats français de tester ses capacités de franchissement en milieu désertique : la configuration du VHM lui permet de gravir des pentes très raides et de franchir des terrains accidentés. En août 2020, 13 véhicules sont déployés.
La sécurité des passagers n'a pas été oubliée, et la partie basse du véhicule est surblindée en raison de la menace des engins explosifs improvisés. Tous les véhicules engagés au Mali sont dotés d'une mitrailleuse de calibre 12,7 mm téléopérée, permettant de répondre au feu ennemi sans s'exposer. Ils peuvent disposer d'un blindage additionnel, d'une climatisation renforcée et d'un réservoir d'eau sur une des places passagers augmentant leur masse à 14 tonnes.